# 13557 Lievetruwant
13557 Lievetruwant è un asteroide della fascia principale. Scoperto nel 1992, presenta un'orbita caratterizzata da un semiasse maggiore pari a 2,7640784 UA e da un'eccentricità di 0,1789172, inclinata di 11,98929° rispetto all'eclittica.